# Mistrzostwa Europy w Łucznictwie Polowym 1997
12. Mistrzostwa Europy odbyły się w dniach 24–29 czerwca 1997 w Ardesio (Włochy). Zawodniczki i zawodnicy startowali w konkurencji łuków dowolnych, gołych oraz bloczkowych.
Polacy nie startowali.

## Medaliści

### Kobiety
| Konkurencja:     | Złoto:                                                           | Srebro:                                                       | Brąz:                                                                      |
| łuk dowolny      | Hedi Mittermeier                                                 | Marina Nayrole                                                | Christel Verstegen                                                         |
| łuk bloczkowy    | Jozica Emersic                                                   | Susan Davies                                                  | Petra Eriksson                                                             |
| łuk goły         | Jutta Schneider                                                  | Michele Adnet                                                 | Patricia Lovell                                                            |
| zawody drużynowe | Włochy · Michela Bertolini · Ceriotti Carmen · Bianchi Annamaria | Francja · Marina Nayrole · Cathérine Pellen · Odile Boussiere | Wielka Brytania · Jacqueline Wilkinson · Taylor Beverley · Patricia Lovell |

### Mężczyźni
| Konkurencja:     | Złoto:                                                       | Srebro:                                                           | Brąz:                                                         |
| łuk dowolny      | Paul Vermeiren                                               | Jon Shales                                                        | Andrea Parenti                                                |
| łuk bloczkowy    | Peter Rasmussen                                              | Jean-Paul Laury                                                   | Morgan Lundin                                                 |
| łuk goły         | Mattias Larsson                                              | Twan Cleven                                                       | Erik Jonsson                                                  |
| zawody drużynowe | Szwecja · Göran Bjerendahl · Morgan Lundin · Mattias Larsson | Francja · Richard Cordeau · Jean-Paul Laury · Christophle Clement | Włochy · Alvise Bertolini · Mario Ruele · Alessandro Gaudenti |

## Klasyfikacja medalowa
| Lp. | Państwo         | Złoto | Srebro | Brąz | Razem |
| 1.  | Szwecja         | 3     | 0      | 3    | 6     |
| 2.  | Niemcy          | 2     | 0      | 0    | 2     |
| 3.  | Włochy          | 1     | 0      | 2    | 3     |
| 4.  | Belgia          | 1     | 0      | 0    | 1     |
| 4.  | Słowenia        | 1     | 0      | 0    | 1     |
| 6.  | Francja         | 0     | 5      | 0    | 5     |
| 7.  | Wielka Brytania | 0     | 2      | 2    | 4     |
| 8.  | Holandia        | 0     | 1      | 1    | 2     |